# 1753
Перша наукова революція •  Просвітництво • Глухівський період в історії Гетьманщини •  Російська імперія

## Геополітична ситуація
Османську імперію очолює Махмуд I (до 1754). Під владою османського султана перебувають Близький Схід та Єгипет, Середземноморське узбережжя Північної Африки, частина Закавказзя, значні території в Європі: Греція, Болгарія і Сербія. Васалами османів є Волощина та Молдова.
Священна Римська імперія охоплює, крім німецьких земель, Угорщину з Хорватією, Трансильванію, Богемію, північ Італії, Австрійські Нідерланди. Її імператор — Франц I (до 1765). Марія-Терезія має титул королеви Угорщини. Королем Пруссії є Фрідріх II (до 1786).
На передові позиції в Європі вийшла Франція, якою править Людовик XV (до 1774). Франція має колонії в Північній Америці та Індії. В Іспанії королює Фернандо VI (до 1759). Королівству Іспанія належать південь Італії, Нова Іспанія, Нова Гранада та Віцекоролівство Перу в Америці, Філіппіни. В Португалії королює Жозе I (до 1777). Португалія має володіння в Бразилії, в Африці, в Індії, в Індійському океані й Індонезії.
Північ Нідерландів займає Республіка Об'єднаних провінцій. Вона має колонії в Північній Америці, Індонезії, на Формозі та на Цейлоні. Великою Британією править Георг II (до 1760). Британія має колонії в Північній Америці, на Карибах та в Індії. Король Данії та Норвегії — Фредерік V (до 1766), на шведському Фредеріка I змінив Адольф Фредерік (до 1771). На Апеннінському півострові незалежні Венеціанська республіка та Папська область. У Речі Посполитій королює Август III Фрідріх (до 1763). На троні Російської імперії сидить Єлизавета Петрівна (до 1761).
Україну розділено по Дніпру між Річчю Посполитою та Російською імперією. Гетьман України — Кирило Розумовський. Нова Січ є пристановищем козаків. Існує Кримське ханство, якому підвладна Ногайська орда.
В Ірані фактично править династія Зандів при номінальному правлінні сефевіда Ісмаїла III.
Значними державами Індостану є Імперія Великих Моголів, Імперія Маратха. У Китаї править Династія Цін. У Японії триває період Едо.

## Події

### В Україні
- Засновано Слов'яносербію.
- Організовано Новослобідський козацький полк.
- На посаді кошового отамана Війська Запорозького Павла Козелецького змінив Григорій Лантух, потім Семен Єремієвич, потім Данило Гладкий.

### У світі
- Швеція перейшла на григоріанський календар.
- Уперше відбулося офіційне святкування Дня святого Патрика.
- 12 листопада пожежа знищила імператорський палац у Москві[1]

### Наука та культура
- Рішенням Британського парламенту засновано Британський музей.
- Карл Лінней видав «Species Plantarum», що стало початком наукової класифікації рослин.
- Клод Жоффруа показав, що бісмут відрізняється від свинцю та олова.
- Бенджамін Франклін винайшов блискавичник.
- Медаль Коплі отримав Бенджамін Франклін.
- Карло Гольдоні написав комедію «Слуга двох панів».
- Родина Крамер відкрила броварню у Варштайні, започаткувавши марку пива Warsteiner.

## Народились
див. також Категорія:Народились 1753
- 8 травня — Мігель Ідальго, мексиканський політик
- 4 липня — Жан-П'єр Бланшар, французький аеронавт

## Померли
див. також Категорія:Померли 1753